# 132
Glej tudi: število 132
132 (CXXXII) je bilo prestopno leto, ki se je po julijanskem koledarju začelo na ponedeljek.

## Dogodki
- Bar Kohba začne judovski upor proti Rimljanom, ki traja tri leta

## Rojstva
- Huan,  27. cesar iz dinastije Han († 168)